# Nerve: Hra o život
Nerve: Hra o život (v anglickém originále Nerve) je americký filmový thriller z roku 2016. Režie snímku se ujali Henry Joost a Ariel Schulman. Scénář zpracovala Jessica Sharzer. Film je inspirován stejnojmennou novelou od Jeanne Ryan. Ve filmu hrají Emma Roberts, Dave Franco a Juliette Lewis.
Film byl oficiálně do kin uveden 27. července 2016. Film získal mix kritiky a vydělal přes 80 milionů dolarů.

## Obsazení
| Emma Roberts        | Vee            |
| Dave Franco         | Ian/Sam        |
| Colson Baker        | Ty             |
| Juliette Lewis      | Nancy          |
| Emily Meade         | Sydney         |
| Miles Heizer        | Tommy          |
| Kimiko Glenn        | Liv            |
| Samira Wiley        | Azhar          |
| Ed Squires          | Chuck          |
| Brian Marc          | J. P.          |
| Eric D'Alessandro   | Hype Boi       |
| Marc John Jefferies | Wes            |
| Casey Neistat       | sám sebe, hráč |

## Přijetí
Film vydělal přes 38 milionů dolarů v Severní Americe a přes 41 milionů dolarů v ostatních oblastech, celkově tak vydělal 80,4 milionů dolarů po celém světě. Rozpočet filmu činil 20 milionů dolarů. Za první víkend docílil osmé nejvyšší návštěvnosti, kdy vydělal 9,4 milionů dolarů.